# St. Brigida (Blumenthal)

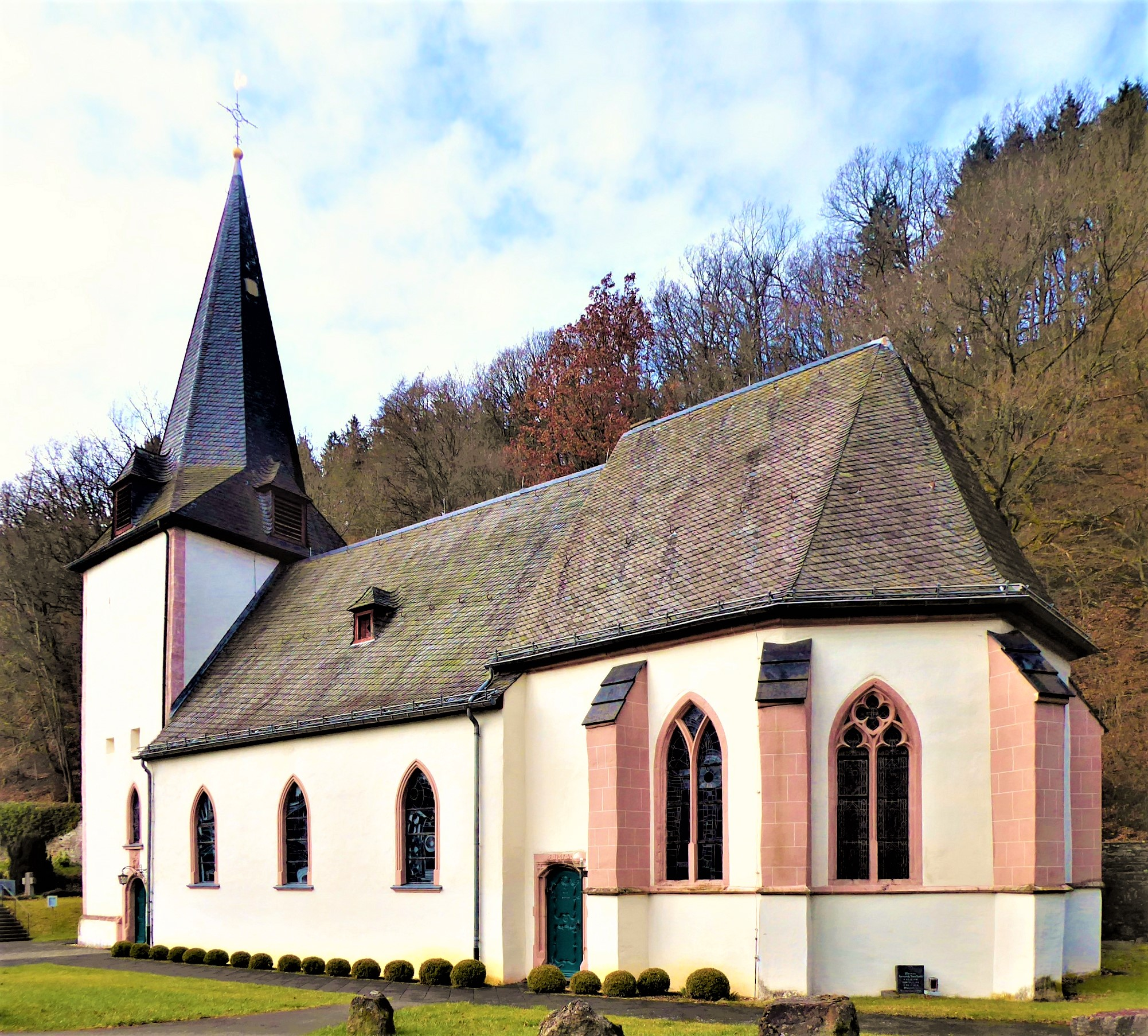
St. Brigida in Blumenthal

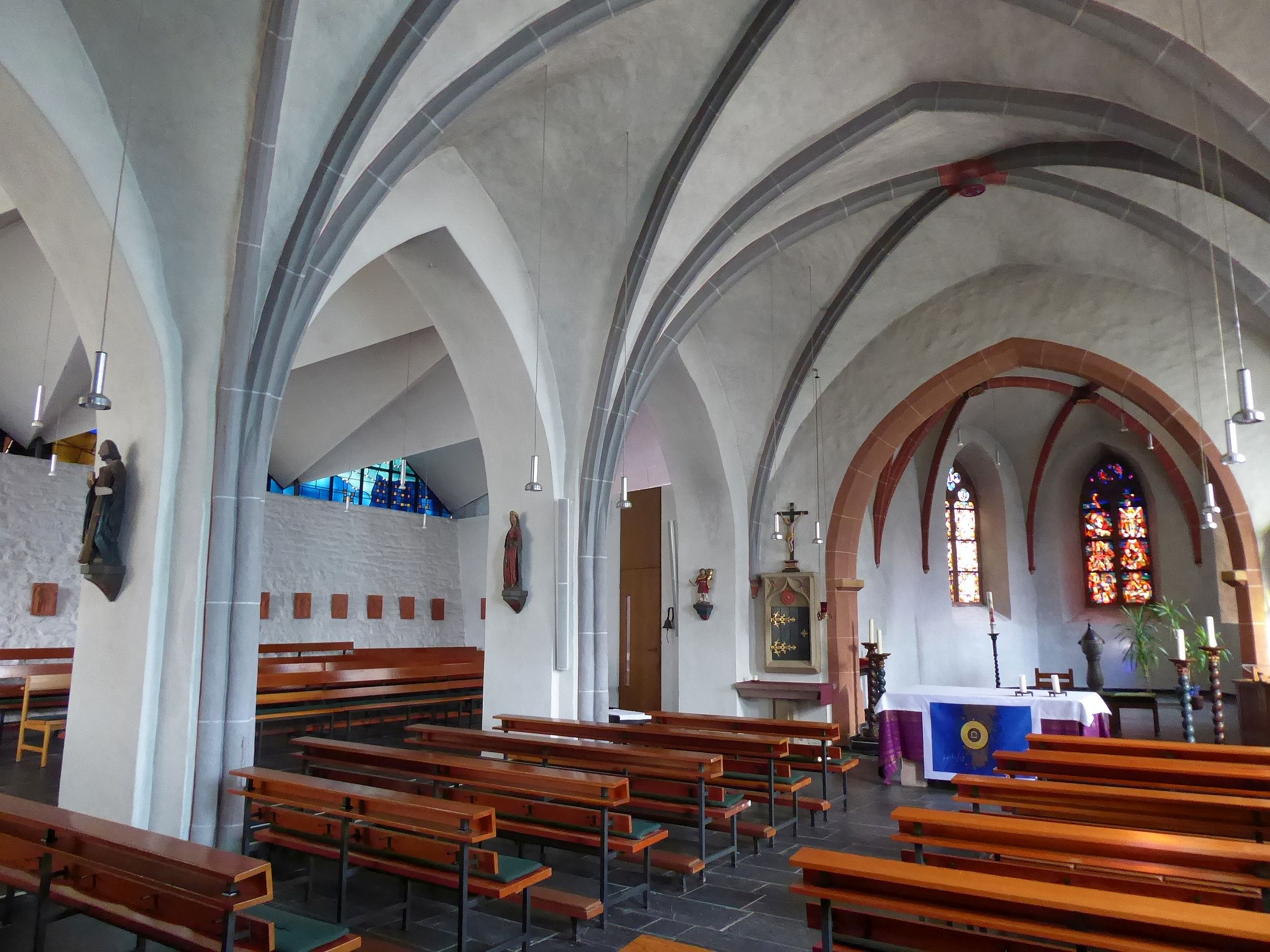
Blick durch das Langhaus

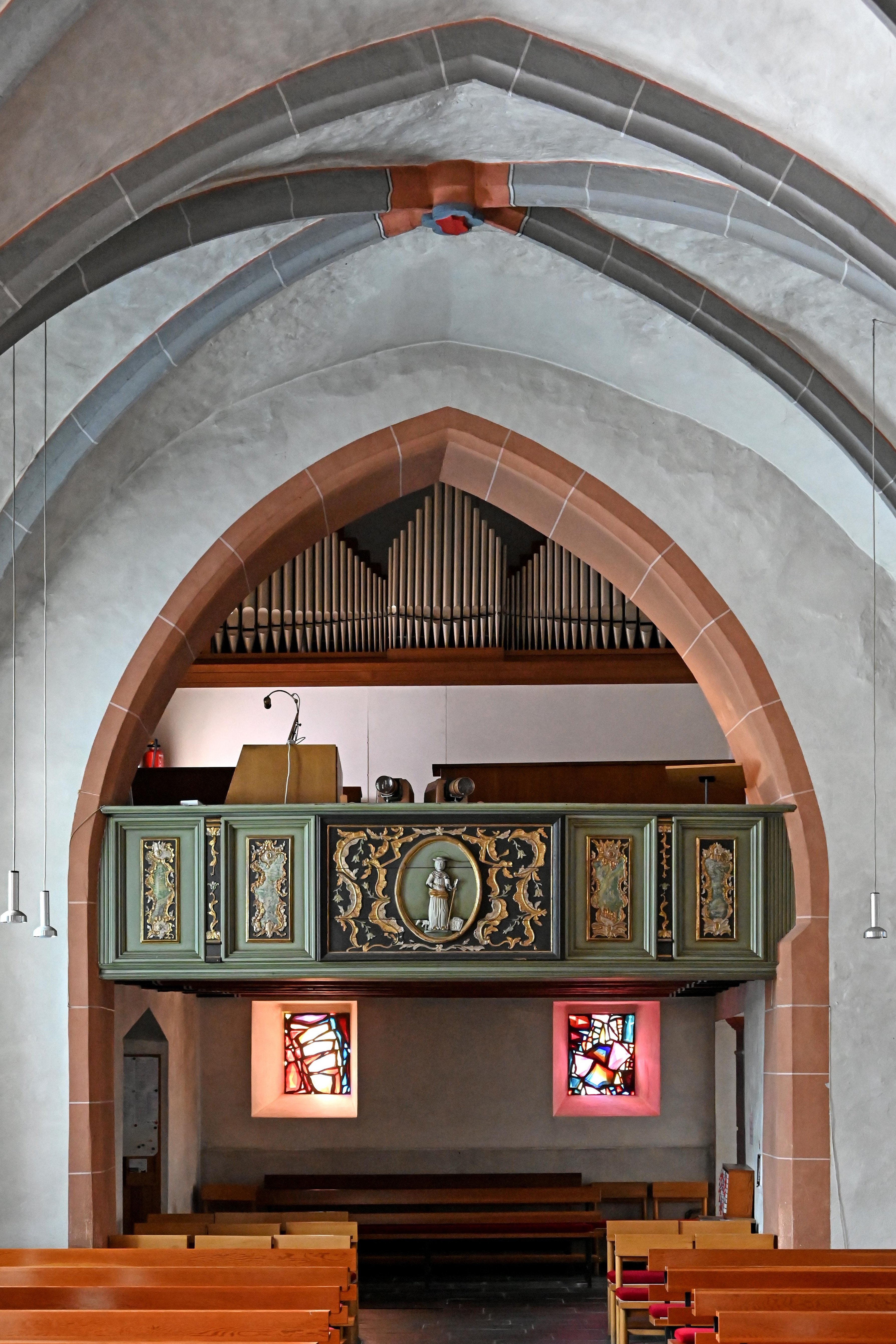
Blick zu Empore und Orgel

Die katholische Pfarrkirche St. Brigida ist ein denkmalgeschütztes Kirchengebäude in Blumenthal, einem Ortsteil der Gemeinde Hellenthal im Kreis Euskirchen (Nordrhein-Westfalen).

## Geschichte und Architektur
Der zweischiffige verputzte Bruchsteinbau mit eingezogenem Chor mit 5/8 Schluss liegt abseits des Ortes, unmittelbar an der Olef. Der niedrige Westturm unter einen geknickten Schieferpyramide ist vorgesetzt. Das Gebäude wurde 1512 als Kapelle errichtet. Der ursprünglich einschiffige Bau wurde 1967 um ein Nordschiff erweitert. Die Nordwand des gotischen Schiffes wurde zu Spitzbogenarkaden ausgebrochen. In das Schiff wurden Kreuzrippengewölbe eingezogen, in den Chor Netzgewölbe. Reste der Rokokoaltäre wurden an der Orgelbrüstung wiederverwendet. Bemerkenswert ist die spätgotische Sakramentsnische.

## Orgel und Glocken
- Auf der Empore im hinteren Teil der Kirche steht eine Orgel, die von der ortsansässigen Manufaktur Weimbs Orgelbau als Opus  36 im Jahr 1957 gebaut wurde. Sie verfügt über 12 Register auf zwei Manualen und Pedal.

- Im Kirchturm von St. Brigida hängen drei Kirchenglocken aus Bronze, die in drei unterschiedlichen Jahrhunderten entstanden sind.
Die Daten im Einzelnen:[1]

| Glocke | Gießer, Gussort                                              | Gussjahr  | Durchmesser | Gewicht | Schlagton (HT-1⁄16) |
| ------ | ------------------------------------------------------------ | --------- | ----------- | ------- | ------------------- |
| 1      | Ernst Karl Otto, Glockengießerei Otto, Hemelingen bei Bremen | 1929      | 947 mm      | 500 kg  | a′+2                |
| 2      | Georg Claren, G. Hilgers, Sieglar                            | 1842      | 779 mm      | 270 kg  | h′+1                |
| 3      |                                                              | 15. Jhdt. | 834 mm      | 400 kg  | c″-5                |

## Pfarrer
Folgende Priester waren bislang Pfarrer an St. Brigida:
| von – bis | Name                   |
| --------- | ---------------------- |
| 1926–1937 | Vitus Schuster         |
| 1937–1940 | Heinrich Frielingsdorf |
| 1940–1969 | Heinrich Kaufhold      |
| 1969–1974 | Paul Henrichs          |
| 1975–1984 | Johannes Nießen        |
| 1984–1991 | Josef Witt             |
| 1991–2009 | Lothar Tillmann        |
| 2009–2023 | Philipp Cuck           |
| Seit 2023 | Thomas Schlütter       |

## Nachweise
1. ↑  Norbert Jachtmann (Bearb.), Glocken in der Region Eifel (Glockenbücher des Bistums Aachen), S. 79 ff.
2. ↑  Bischöfliches Generalvikariat (Hrsg.): Handbuch des Bistums Aachen 3. Ausgabe, Aachen 1994, S. 529.
3. ↑  Neue Leitung in Schleiden und Hellenthal. In: Internetseite Bistum Aachen. Abgerufen am 1. Januar 2024.

Koordinaten: 50° 29′ 48″ N, 6° 27′ 30,8″ O